# Art Babbitt
Arthur Harold Babitsky (Omaha, 8 de outubro de 1907 — Los Angeles, 4 de março de 1992), mais conhecido como Art Babbitt, foi um animador estadunidense, mais conhecido por seu trabalho na The Walt Disney Company. Recebeu ao longo da carreira mais de oitenta prêmios como animador ou diretor de animação, e trabalhou em filmes animados como The Three Little Pigs (1933), Snow White and the Seven Dwarfs (1937), Fantasia (1940), e The Incredible Mr. Limpet (1964), entre outros.

## Biografia
Foi atraído para a animação ao assistir a série Silly Symphonies e The Skeleton Dance produzida por Walt Disney (com quem nunca se entendeu completamente) quando os viu em 1929, decidindo-se então que este era o seu caminho. Na época ele trabalhava em Nova Iorque com propaganda e deixou tudo para trabalhar no estúdio de Paul Terry, onde ficou por três anos até se mudar para Hollywood e começar a trabalhar para Disney.
A cena da "Dança Chinesa" da suíte "Quebra-nozes" de "Fantasia" foi um de seus trabalhos mais famosos, a ponto de o historiador do cinema, John Canemaker, qualificá-la como "o momento mais maravilhosamente mágico na história da animação" quando de seu relançamento, em 1985; para melhor compreender a música de Tchaikovsky ele chegara a tomar um ano de aulas de piano. Dentre suas realizações na Disney estão a primeira aparição do Pato Donald em "The Wise Little Hen" (1934); o rato bêbado de "The Country Cousin" (1936); a Malévola de Branca de Neve (1937) e o Gepeto de Pinóquio (1940).
Durante os ensaios com pessoas reais para as filmagens de Branca de Neve ele conheceu a jovem dançarina Marge Champion (ela, então chamada Marjorie Belcher, tinha 14 anos quando começou a posar como a personagem, e 16 quando o trabalho terminou), com quem veio a se casar.
Em 1938, já como um dos animadores-chefes da Walt Disney Animation Studios, Babbit tinha por auxiliar William T. Hurtz e, perguntando-lhe quanto estava a receber de salário, ficou furioso com a resposta de que ele percebia apenas 25 dólares semanais; foi então ao próprio Disney protestar, conseguindo-lhe um aumento de dez dólares — mas a situação das desigualdades salariais entre os profissionais do estúdio, aliada à forte oposição de Disney a que os seus animadores viessem a se sindicalizar, levaram-no a novos protestos que culminaram com sua demissão, em 1941. No dia 29 de maio daquele ano seu pupilo Hurtz desencadeou uma greve nos estúdios Disney em consequência desta demissão, que durou vários meses e resultou na valorização da categoria em Hollywood.
Babbit entrou com um processo contra Disney onde alegava que sua demissão fora injusta; vencedor na peleja, que se arrastou até a Suprema Corte, ganhou o direito a ser reintegrado receber um ano de salário: da sua despedida até 10 de novembro de 1942, data em que fora convocado para servir no corpo de fuzileiros navais durante a II Guerra Mundial; isto fez com que por muitos anos seu nome fosse omitido da história oficial dos estúdios Disney.
Com o fim da guerra ele retornou ao trabalho em cumprimento à decisão judicial mas, sentindo-se desconfortável, mudou-se para a United Production of America onde trabalhou em vários desenhos como Mr. Magoo. Foi num trabalho neste período para a Warner Bros que ele conheceu sua futura segunda esposa, Dina (Annemarie Dinah Gottliebova); ela sobrevivera ao Holocausto, prisioneira que fora em Auschwitz, pintando quadros sob as ordens do "Anjo da Morte", o médico Josef Mengele; Dina, depois da guerra, havia se candidatado em Paris a ser animadora e Babbit a entrevistou, e logo se casaram indo morar em Los Angeles onde juntos trabalharam em muitos filmes e comerciais animados; o casal teve duas filhas.
Entre as décadas de 1950 e 1960 recebeu mais de oitenta prêmios por seus trabalhos de animação comercial; entre 1966 e 1975 foi diretor comercial dos estúdios Hanna-Barbera, e depois foi para o Richard Williams Animation
Em 1974 recebeu homenagem da International Animated Film Society por sua carreira de cinquenta anos na animação.
Babbit morreu no Queen of Angels-Hollywood Presbyterian Hospital, de insuficiência renal e cardíaca, deixando viúva sua terceira mulher, Barbara, e três filhas: Karen Chilcott, Michele Chaney e Laurel James.